# Nissan NRV-II
Nissan NRV-II – prototyp samochodu typu sedan opracowany w koncernie Nissan i zaprezentowany w 1983 r. Elementy wyróżniające pojazd to m.in. wyświetlacz na konsoli centralnej sterowany ekranem dotykowym lub głosowo do obsługi radia i nawigacji satelitarnej oraz ekran za kierownicą zastępujący zegary, przyciski na kierownicy, automatycznie włączane światła i wycieraczki, radar wykrywający nadmierne zbliżenie do poprzedzającego pojazdu z systemem automatycznego hamowania.